# San Bruno riceve la Regola
Il San Bruno riceve la Regola è un dipinto olio su rame (38×27 cm) del 1643 di Jusepe de Ribera conservato nel Museo nazionale di San Martino a Napoli.

## Storia e descrizione
Intorno al 1638 Jusepe de Ribera riceve una serie di commesse che si innestano in un contesto di profondo rinnovamento della certosa di San Martino. Sotto il priorato di Giovanni Battista Pisante, il pittore spagnolo fu tra i più importanti artisti dell'ambiente napoletano ad esser chiamato nella monumentale opera di decorazione della chiesa, per la quale già nel 1637 compì la sontuosa pala della Pietà per la sacrestia, poi ricollocata nella sala del Tesoro Nuovo alla fine del XVII secolo, dov'è tuttora.
Le commesse che interessavano il pittore riguardavano la realizzazione di una serie di quattordici tele con profeti, da collocare lungo la navata della chiesa, realizzate tra il 1638 e il 1643, la Comunione degli apostoli, per la parete laterale del coro, e tre dipinti destinati invece agli appartamenti privati del priore (oggi Museo nazionale di San Martino), pagati 100 ducati cumulativi. Questi erano il San Girolamo, il San Sebastiano, entrambi che furono consegnati solo nel 1651 (assieme alla Comunione) in quanto dal 1643 gli impegni e la malattia che colpì lo Spagnoletto rallentarono molto i suoi lavori, e infine il piccolo rame col San Bruno che riceve la regola, terminato proprio nel 1643.
L'opera, seppur di ridotte dimensioni, testimonia il processo di rinnovamento che a partire dagli anni '30 del Seicento stava interessando lo stile pittorico del Ribera, caratterizzato da un fare luminista e da un impreziosimento cromatico delle proprie raffigurazioni.
Il santo ricalca un modello già utilizzato dal pittore in passato: quello della Madonna col Bambino e san Bruno della Gemäldegalerie di Berlino e della Trinitas terrestris oggi al Museo di Capodimonte di Napoli. Sul sasso in basso a destra è la firma e data di esecuzione: «Jusepe / de Ribera / espanol / F. 1643».

## Altre versioni

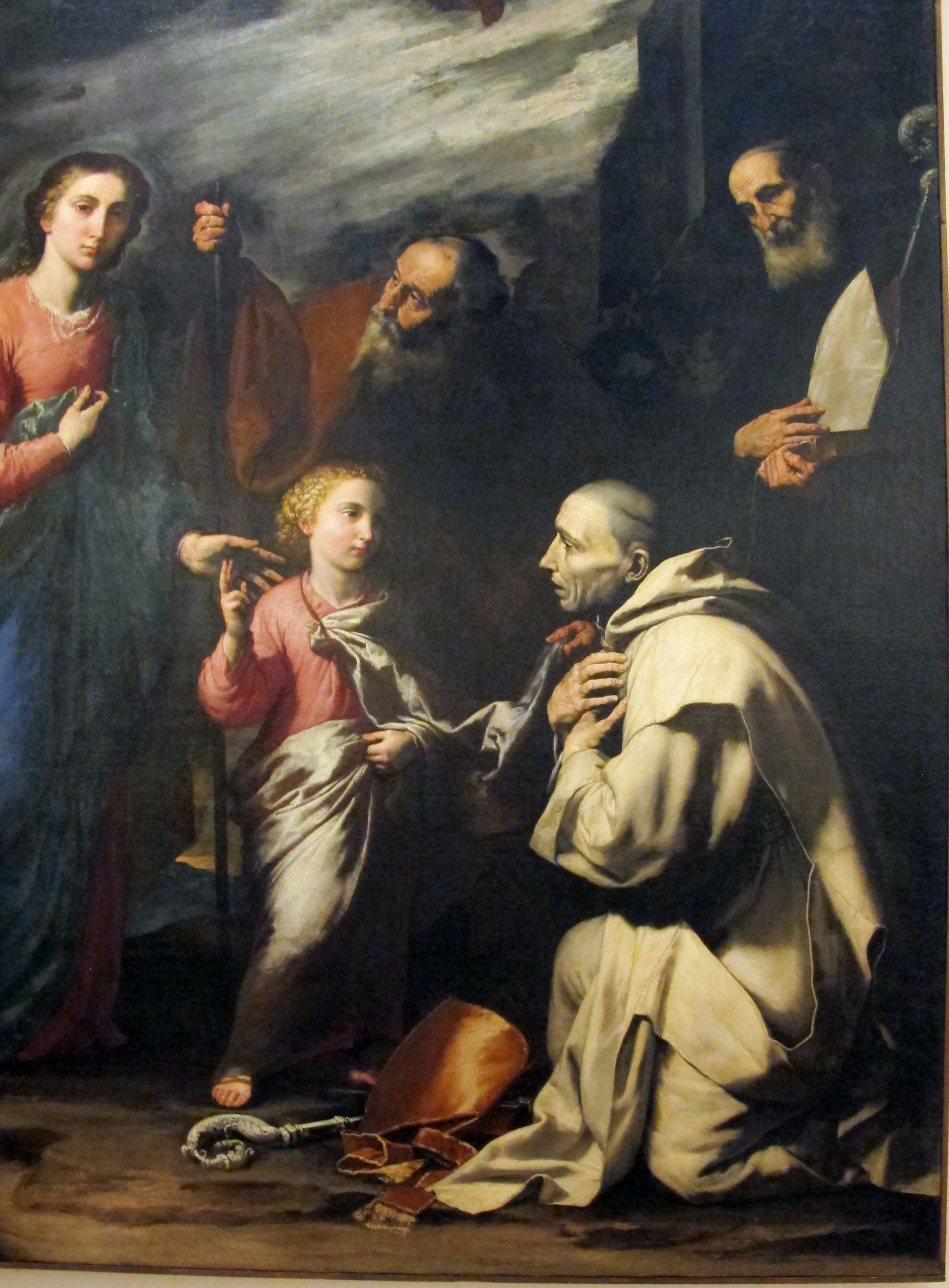
Dettaglio del San Bruno nella Trinitas terrestris di Capodimonte
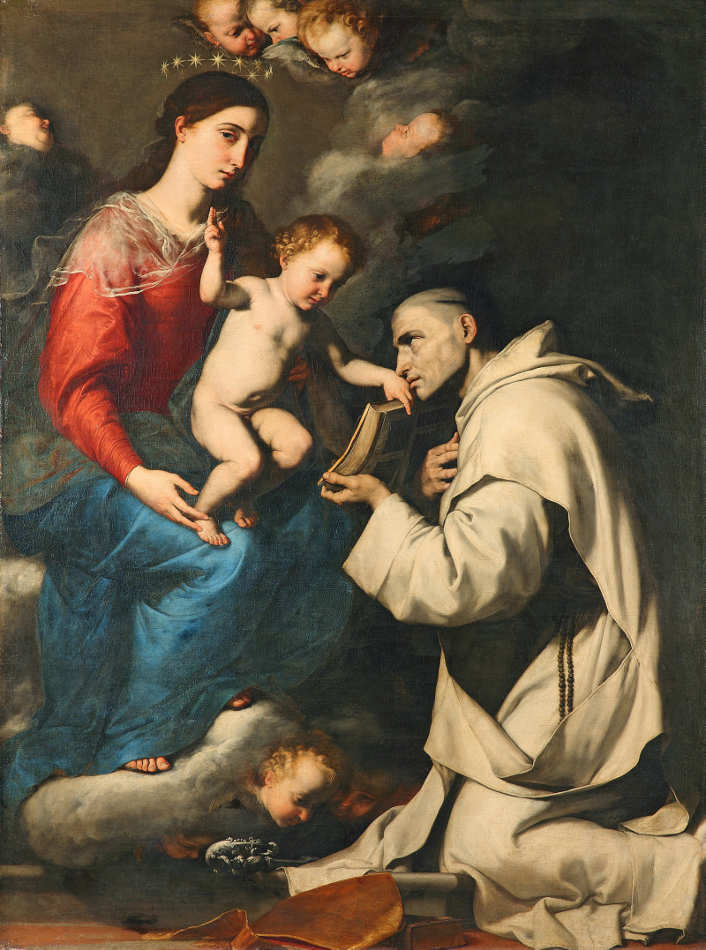
Madonna col Bambino e san Bruno di Berlino